# Erweiterung des Vogelschutzgebietes Garstadt
Das Naturschutzgebiet Erweiterung des Vogelschutzgebietes Garstadt ist ein bei Heidenfeld, Gemeinde Röthlein und Garstadt, Gemeinde Bergrheinfeld im Landkreis Schweinfurt gelegenes Schutzgebiet.

## Geschichte
Das Gebiet wurde 2001 unter Schutz gestellt. Es grenzt an das ebenfalls als Naturschutzgebiet ausgewiesene Vogelschutzgebiet Garstadt und umfasst die Garstadter Seen, sechs größere und eine Reihe von kleineren Weihern und deren Uferbereiche.

## Flora und Fauna
Das Naturschutzgebiet wurde vorher als Sand- und Kiesabbaugebiet genutzt. Dadurch entstand eine Seenplatte mit Feuchtgebieten, Auwäldern, Wiesen und Schilfflächen, die viel Platz für die Vogelwelt bietet. Gesichtet wurden bisher (Stand 2013) mehr als 270 Vogelarten. Brutvögel im Gebiet sind unter anderem Rebhuhn, Zwergdommel, Purpurreiher, Wendehals, Grauspecht, Mittelspecht, Rohrschwirl, Halsbandschnäpper, Nachtigall und Blaukehlchen.